# Госьцерадув (гміна)
Гміна Госьцерадув (пол. Gmina Gościeradów) — сільська гміна у східній Польщі. Належить до Красницького повіту Люблінського воєводства.
Станом на 31 грудня 2011 у гміні проживало 7422 особи.

## Площа
Згідно з даними за 2007 рік площа гміни становила 158.56 км², у тому числі:
- орні землі: 52.00%
- ліси: 42.00%

Таким чином, площа гміни становить 15.77% площі повіту.

## Населення
Станом на 31 грудня 2011:
| Опис     | Загалом | Загалом | Чоловіки | Чоловіки | Жінки | Жінки |
| -------- | ------- | ------- | -------- | -------- | ----- | ----- |
| одиниця  | осіб    | %       | осіб     | %        | осіб  | %     |
| все      | 7422    | 100     | 3689     | 49.70    | 3733  | 50.30 |
| міське   | 0       | 100     | 0        |          | 0     |       |
| сільське | 7422    | 100     | 3689     | 49.70    | 3733  | 50.30 |

## Сусідні гміни
Гміна Госьцерадув межує з такими гмінами: Аннополь, Дзешковіце, Радомишль-над-Сяном, Тшидник-Дужи, Заклікув.